# Vit skunkkalla
Vit skunkkalla (Lysichiton camtschatcensis) är en växt ur familjen kallaväxter (Araceae) från nordöstra Ryssland och norra Japan. Arten växer i kärr, våta skogar och längs vattendrag. 
Storväxt perenn ört med krypande jordstam. Blad ca 1 m, blankt gröna, brett tunglika, äggrunda till spatelformade med kort bladskaft och tvär bladbas. Hölsterblad skålformigt, vitt. Blomkolv grönaktig. Blommorna nästan doftlösa. 
Kan ibland bilda hybrider med skunkkalla där arterna möts i trädgårdar.
Artepitetet camschatcensis (lat.) av Kamtjatka, och betyder från Kamtjatka. 

## Odling
Se skunkkallor

## Synonymer
- Arctiodracon	camtschaticum (Spreng.) A.Gray, 1858
- Arctiodracon japonicum A.Gray, 1858
- Dracontium camtschatcense L., 1753
- Lysichiton album Makino, 1931
- Lysichiton camtschatcense var. album hort.
- Lysichiton japonicus (A. Gray) Schott ex Miq.
- Pothos camtschaticus Spreng.